# Naturschutzgebiet Rheinaue zwischen Büderich und Perrich
Koordinaten: 51° 38′ 48″ N, 6° 35′ 56″ O

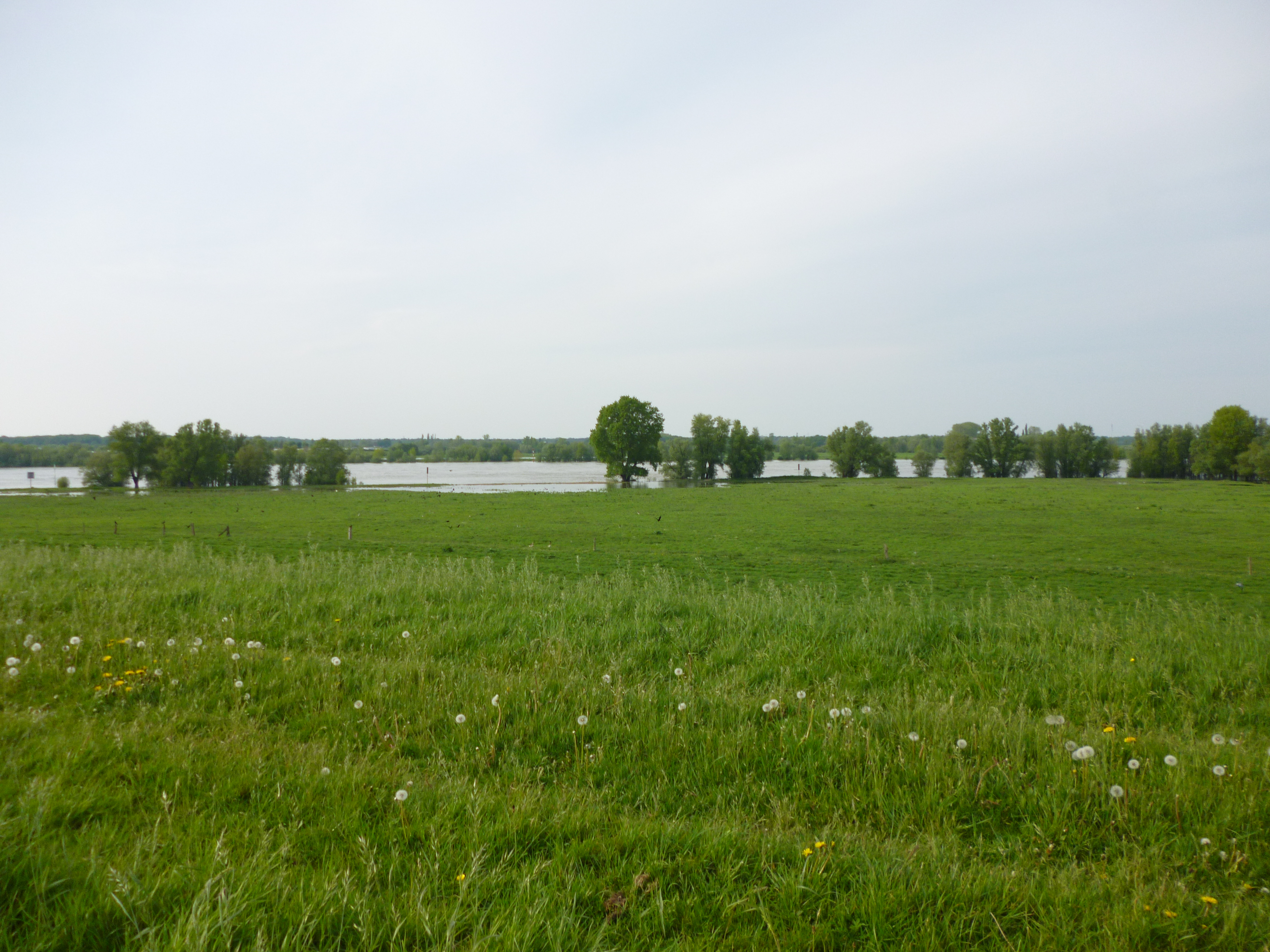
Naturschutzgebiet Rheinaue zwischen Büderich und Perrich (Mai 2015)

Das Naturschutzgebiet Rheinaue zwischen Büderich und Perrich liegt auf dem Gebiet der Stadt Wesel im Kreis Wesel in Nordrhein-Westfalen.
Das aus zwei Teilflächen bestehende Gebiet erstreckt sich westlich und südwestlich der Kernstadt Wesel und nördlich und nordöstlich des Weseler Stadtteils Büderich entlang des nördlich und östlich fließenden Rheins. Durch das Gebiet hindurch verläuft die B 58, östlich fließt die Lippe.

## Bedeutung
Für Wesel ist seit 1988 ein 326,47 ha großes Gebiet unter der Kenn-Nummer WES-029 als Naturschutzgebiet ausgewiesen. Das Gebiet wurde unter Schutz gestellt, um eine naturnahe, noch regelmäßig überflutete Rheinaue mit zahlreichen auentypischen Biotopstrukturen und Lebensgemeinschaften zu erhalten und zu entwickeln.